# Dajcie mi gitarę
Dajcie mi gitarę – trzeci album zespołu Akcent, wydany w 1993 roku przez firmę Blue Star.
Zawiera 10 utworów, z dwóch pierwszych materiałów grupy: Akcent 1 i Żegnaj mała, nagranych w nowych wersjach. Jest to pierwszy album po reaktywacji zespołu (w 1991, podczas pobytu muzyków w Belgii, krótko po nagraniu tam drugiej kasety pt. Żegnaj mała zespół rozpadł się).

## Lista utworów
Strona A
1. „Chłopak z gitarą”
2. „Dajcie mi gitarę”
3. „Iwona”
4. „Ty płaczesz”
5. „Deszczowe łzy”

Strona B
1. „Nie wiem czego chcę”
2. „Kocham Cię”
3. „Cinzano”
4. „Tibu tabu”
5. „Oczu blask”

Nagrań dokonano w studio C. C. S w Warszawie
- Realizacja: Michał Przytuła
- Manager produkcji: Sławomir Skręta

## Skład zespołu
- Zenon Martyniuk – instrumenty klawiszowe, gitara basowa, vocal
- Mariusz Anikiej – instrumenty klawiszowe, vocal
- Jerzy Suszycki – manager